# Contea di Feidong
La contea di Feidong (肥东县S, Féidōng XiànP) è una contea della Cina, situata nella provincia dell'Anhui.